# Rakja

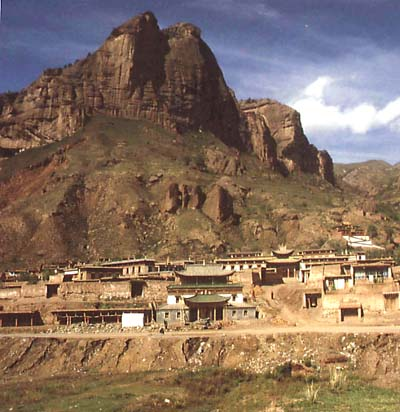
Klášter Rakja

Rakja gompa (tibetsky: ར་རྒྱ་དགོན། Wylie: rva rgya dgon pa) je buddhistický klášter v Tibetu, který náleží škole Gelugpa. Leží v čínské provincii Čching-chaj, asi 350 km jižně od Si-ningu na severním pobřeží Žluté řeky.
Klášter byl založen v roce 1769 a původně měl 800 mnichů a 5 „fakult“. V současné době patří k významným tibetským klášterům tibetské provincie Amdo.